# Borek (Kamenný Újezd)
Borek (v 19. století též Bourek, lidově Bůrek) je osada, ležící na jihovýchod od Kamenného Újezda, pod nějž po administrativní stránce spadá. Nedaleko Borku je vybudována část dálnice D3. Borek spadá do krajinné památkové zóny Římovsko.

## Historie

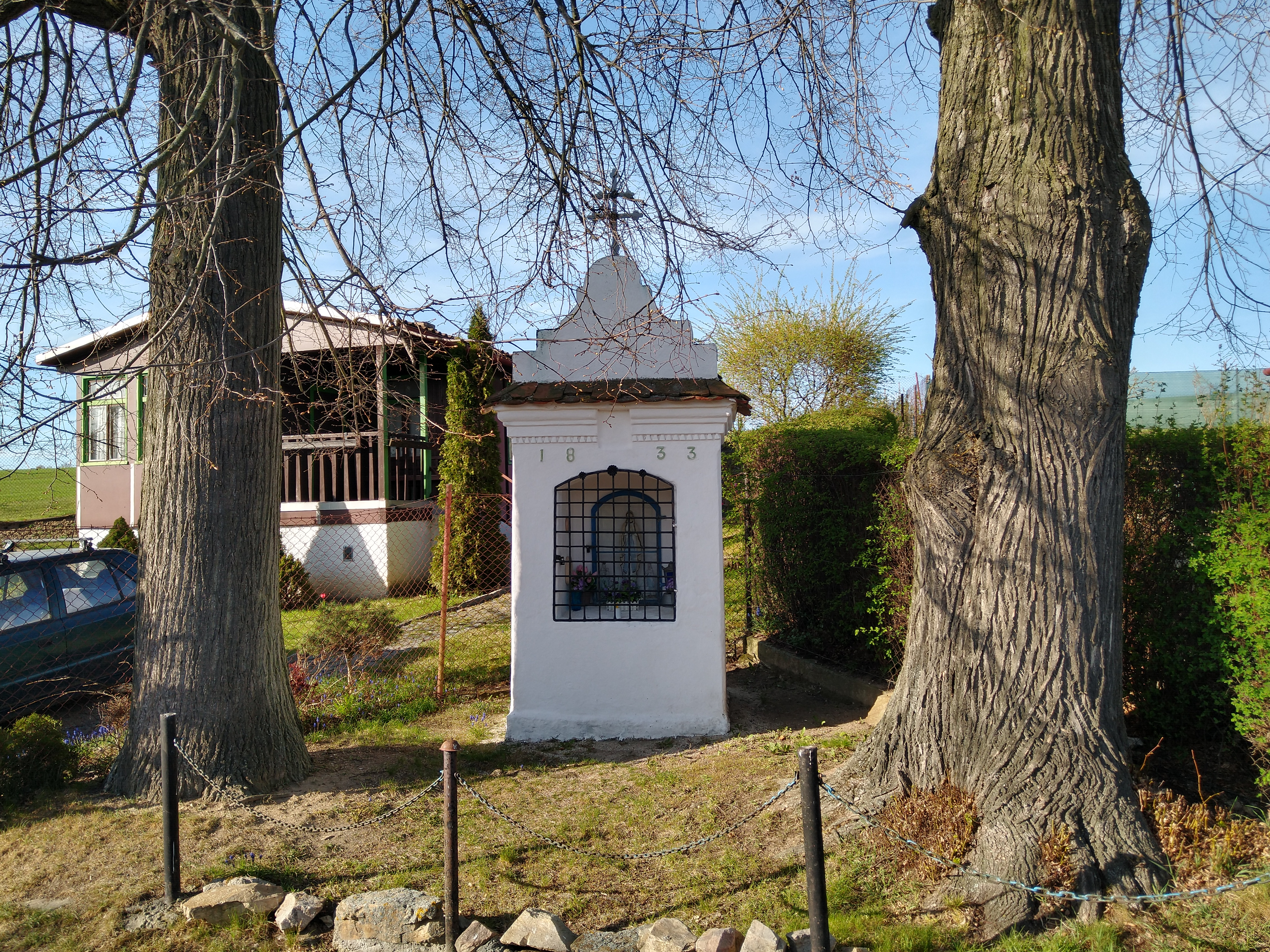
Kaplička na okraji Borku

Osada Borek je ukázkou dominikálních osad, vzniklých v průběhu 18. a 19. století na vrchnostenských pozemcích. V tomto případě se jednalo o pozemky Schwarzenbergů, tvořících součást českokrumlovského panství a spravované z nedaleké Plavnice. Dne 6. prosince 1814 podepsal ředitel panství Ernst Mayer (s knížecím svolením) smlouvy s šesticí poddaných, kteří si zde o rok později vystavěli řadu přízemních domků. Zdejší domkáři se zároveň zavázali kromě ročního platu vrchnosti také ke 26 dnům roboty, přičemž se jednalo především o mlácení obilí při žních. V roce 1833 došlo na západním okraji osady k výstavbě výklenkové kapličky.